# ブライアン・コビルカ
ブライアン・コビルカ（英: Brian Kent Kobilka、1955年5月30日  - ）は、アメリカの生化学者。スタンフォード大学医学部の分子・細胞生理学部 (departments of Molecular and Cellular Physiology) 教授であり、2012年にノーベル化学賞をロバート・レフコウィッツと共同受賞した。彼は、Gタンパク質共役受容体に焦点を当てたバイオテクノロジー会社 ConfometRx の共同設立者の一人である。彼は2011年から米国科学アカデミーの会員である。

## 若年期
ミネソタ州モリソン郡のリトル・フォールズに生まれた。コビルカはカトリック教徒であり、そのセイント・クラウド教区にあるセイント・メアリーズ・グレード・スクールに通った.。その後、リトル・フォールズ高校を卒業した。ミネソタ大学ダルース校で生物学と化学の学士号を得て、イェール大学医学部で医学博士号 (cum laude) を得た。セントルイスのバーンズ・ジューイッシュ病院で内科の研修医として務めた後、デューク大学のロバート・レフコウィッツの下で博士研究員として働き、そこでβ2アドレナリン受容体のクローニングの研究を始めた。コビルカは1989年にスタンフォード大学へ移った。1987年-2003年の間はハワード・ヒューズ医学研究所 (HHMI) の研究員を務めた。

## 研究
コビルカはGタンパク質共役受容体 (GPCR) の構造と機能の研究で最も知られる。特に、コビルカの研究室はβ2アドレナリン受容体の分子構造を解明したことで有名である。GPCR は薬物治療学において重要なターゲットだが、この種の膜タンパク質をX線結晶構造解析で調べることが非常に難しかったため、コビルカの成果は他の研究者らから頻繁に引用された。以前は、高精度に構造が判明している GPCR はロドプシンしかなかったのだが、コビルカは遺伝子操作によってβ2アドレナリン受容体と他のタンパク質のキメラを作成し、β2アドレナリン受容体を結晶化して詳細な構造を調べることに成功した。β2アドレナリン受容体の構造が判明した後、その他の何種類かの GPCR の分子構造も判明することになった。
コビルカは1994年に米国薬理学会のジョン・J・エイベル賞を受賞した。GPCR の構造に関する彼の研究は、2007年の『サイエンス』誌で「今年のブレークスルー」部門の次点となった。この研究は、2004年にアメリカ国立神経疾患・脳卒中研究所から Javits Neuroscience Investigator Award が贈られたコビルカ自身の研究に一部を負っている。
彼は2012年に、「Gタンパク質共役受容体の研究」に関してノーベル化学賞をロバート・レフコウィッツと共同受賞した。

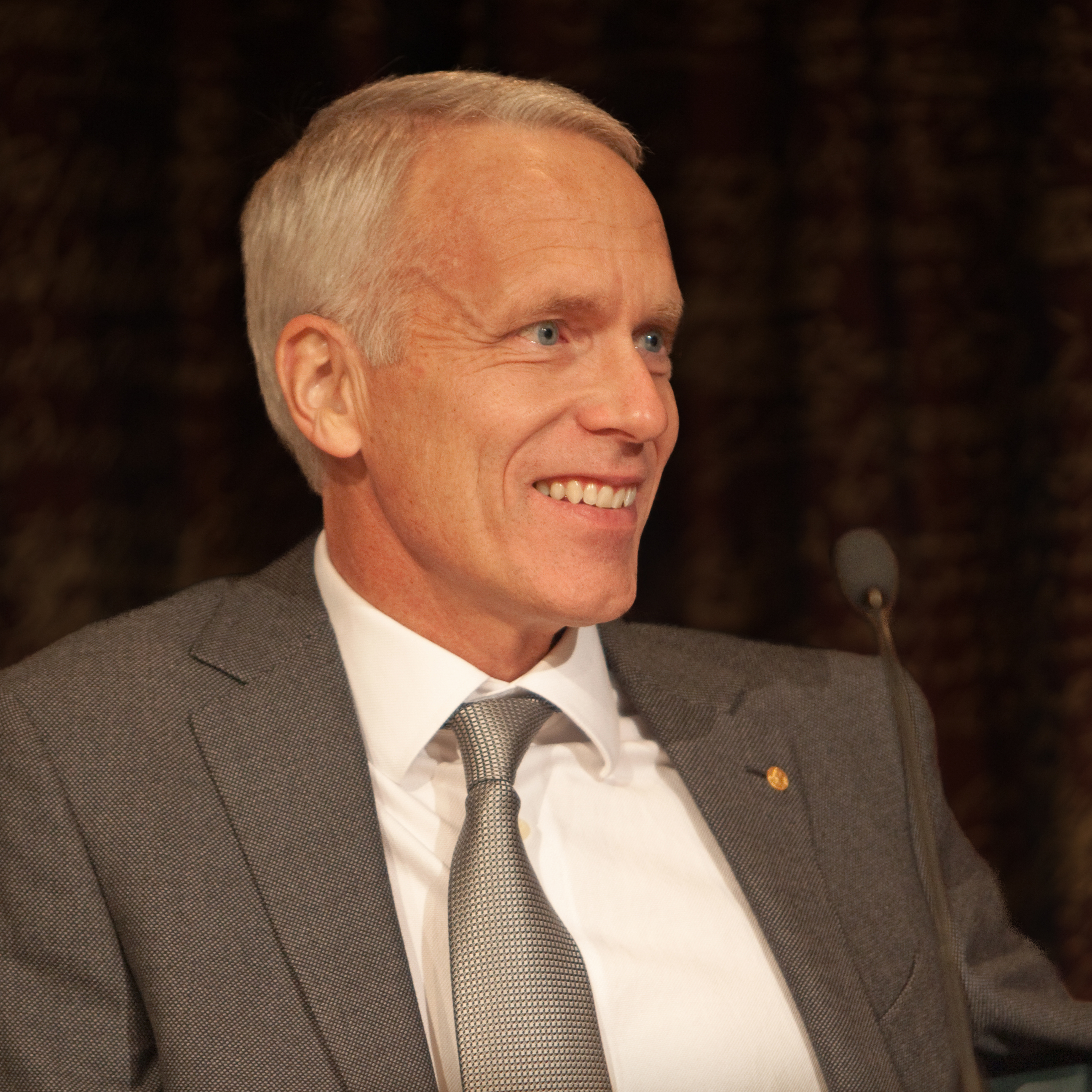
2012年、ストックホルムにて

## 私生活
コビルカはミネソタ州中部の町リトル・フォールズの出身である。祖父のフェリックス・J・コビルカ（1893年-1991年）と父のフランクリン・A・コビルカ（1921年-2004年）はパン職人であり、いずれもリトル・フォールズの生まれ育ちだった。祖母のイザベル・スーザン・コビルカ（旧姓メドヴェド、1891年-1980年）はプロイセンからの移民であるメドヴェド家とキーウェル家の出であり、キーウェル家はリトル・フォールズで1888年から続く由緒あるキーウェル醸造所を所有している。コビルカの母はベティ・L・コビルカ（旧姓ファウスト、1930年-）である。
コビルカはマレーシア系中国人の田東山 (Thian Tong Sun) とミネソタ大学ダルース校で出会って結婚し、2子（ジェイソン・コビルカ、メーガン・コビルカ）をもうけている。

## 論文
- Bokoch, Michael P.; Zou, Yaozhong; Rasmussen, Søren G.F.; Kobilka, Brian K.; et.al. (2010). “Ligand-specific regulation of the extracellular surface of a G-protein-coupled receptor”. Nature 463 (1):  108-112. doi:10.1038/nature08650. OSTI 1002248.
- Rasmussen, Søren G.F.; DeVree, Brian T.; Zou, Yaozhong; Kobilka, Tong Sun; Kobilka, Brian K.; et.al. (2011). “Crystal Structure of the β2 Adrenergic Receptor--Gs Protein Complex”. Nature 477 (9):  549-555. doi:10.1038/nature10361. OSTI 1026537.
- Haga, Kazuko; Kruse, Andrew C.; Asada, Hidetsugu; Kobilka, Brian K.; et.al. (2012). “Structure of the human M2 muscarinic acetylcholine receptor bound to an antagonist”. Nature 482 (2):  547-551. doi:10.1038/nature10753. OSTI 1035713.
- Manglik, Aashish; Kruse, Andrew C.; Kobilka, Tong Sun; Kobilka, Brian K.; et.al. (2012). “Crystal structure of the µ-opioid receptor bound to a morphinan antagonist”. Nature 485 (7398):  321-326. doi:10.1038/nature10954. OSTI 1043732.